# Грб Руске републике
Грб Руске републике је био један од главник званичних државних симбола некадашње државе Руске републике. Сличан грб се користио и раније за вријеме Московске кнежевине, те Руског царства и Руске Империје, али замјеном монархије републиком, грб Русије је значајно поједностављен.
Грб је званично усвојен 21. марта 1917. и био је у употреби до 10. јула 1918. године.

## Опис грба
Главна обележја грба Руске републике је био двоглави орао сличан оном који се налазио на грбовима Руског царства и Руске империје, лишен државних атрибута монархије. Занимљиво је и то, да су људи широм тадашње Русије били незадовољнии изгледом новог грба, па је амблем добио погрдни надимак „Ощипанная курица“ (срп. очерупана пилетина).
Од 1992. године, овај амблем је постао симбол Централне банке Руске Федерације и присутан је и на руским кованица. Због тога се повремено ствара заблуда у вези националног грба у модерној Русији.